# Go-Jo
Go-Jo (születési nevén: Marty Zambotto, Manjimup, 1995. november 29. –) ausztrál énekes, zeneszerző, producer és hangmérnök. Ő képviselte Ausztráliát a 2025-ös Eurovíziós Dalfesztiválon Bázelben Milkshake Man című dalával.

## Pályafutása
Zambotto Nyugat-Ausztrália egyik távoli, önfenntartó birtokán nőtt fel, amely hozzájárult sajátos zenei stílusának és művészi identitásának kialakulásához. Első gitárját 13 évesen kapta, kezdetben más előadók számára írt és készített dalokat, mielőtt elindította volna saját szólókarrierjét. Go-Jo sokoldalúságáról ismert, mivel dalszerzőként, producerként, hangmérnökként és előadóként egyaránt tevékenykedik.
Gitárközpontú saját dalairól és feldolgozásairól ismert. A Goo Goo Dolls Iris című dalának feldolgozása több mint 3 millió lejátszást ért el a Spotify-on. A Mrs. Hollywood című dalának egyik bevásárlóközpontban készült előadásáról szóló videót több mint 1 milliószor tekintették meg.
2025. február 25-én az SBS bejelentette, hogy az énekes képviseli Ausztráliát a 2025-ös Eurovíziós Dalfesztiválon Bázelben, Milkshake Man című dalával. A dalfesztivál május 15-én rendezett második elődöntőjében a tizenegyedik helyen végzett, így nem jutott tovább a döntőbe.

## Diszkográfia

### Kislemezek
- Nobody Like You (2016, Emma Carnnal közösen)
- Incredible (2018, Drugz300-dal közösen)
- With You (2018)
- Ship in a Bottle (2019)
- Phases (2019, Trøves-szel közösen)
- No One Else (2020)
- Say Something (2020)
- Iris (2020)
- Thank You Mum (2021)
- White Lies (2021)
- You Don't Love Me (2021)
- Backseat (2021)
- Better Off (2021)
- Fuck Being Sad. (2021)
- Georgia (2022)
- Missing You (2022)
- See You in LA (2022)
- Double Down (2022)
- Mrs. Hollywood (2023)
- Loverman (2023)
- Teeange Dream (triple j Like A Version) (2023)
- Cry About (2024)
- Milkshake Man (2025)